# Истакомитан
Истакомита́н (исп. Ixtacomitán) — малый город в Мексике, штат Чьяпас, входит в состав одноимённого муниципалитета и является его административным центром. Численность населения, по данным переписи 2020 года, составила 5309 человек.

## Общие сведения
Название Ixtacomitán с языка науатль можно перевести как — большая лихорадка.
Поселение было основано в доиспанский период народом соке.
В 1778 году в нём проживало 410 индейцев, 88 чернокожих и 33 европейских человека.
27 июля 1829 года Истакомитану присвоен статус малого города.
28 марта 1982 года произошло извержение вулкана Чичональ, что привело к двухдневному выпадению пепла в городке.